# John Gignoux
Pour les articles homonymes, voir Gignoux.
John Gignoux, né le 4 juillet 1860 à Genève et mort le 14 août 1930 à Anières, est une personnalité politique genevoise, membre du Parti libéral.

## Biographie
Négociant de formation, John Gignoux a une longue carrière politique débutée en 1889 comme conseiller municipal, puis adjoint et enfin maire (de 1904 à 1918) de la commune des Eaux-Vives. Il est également député au Grand Conseil du canton de Genève de 1892 à 1901 puis de 1904 à 1923, et enfin Conseiller d'État de 1918 à 1924 (successivement aux départements de l'Intérieur puis des Finances).